# Vaccinium suberosum
Vaccinium suberosum är en ljungväxtart som beskrevs av Kloet. Vaccinium suberosum ingår i Blåbärssläktet, och familjen ljungväxter. Inga underarter finns listade i Catalogue of Life.